# Blutengel
Blutengel (v překladu do češtiny: Krvavý anděl) je německá hudební skupina prezentující hudební styl darkwave. Byla založena zpěvákem Chrisem Pohlem roku 1999 poté, co musel odejít ze skupiny Seelenkrank kvůli smluvním a právním problémům. Jejich texty jsou psány převážně v němčině a angličtině a jsou zpívány jak mužským, tak ženským vokálem.

## Diskografie

### Studiová alba
- 1999: Child of Glass
- 2001: Seelenschmerz
- 2002: Angel Dust
- 2004: Demon Kiss
- 2007: Labyrinth
- 2009: Schwarzes Eis
- 2011: Tränenherz
- 2011: Seelenschmerz 10th anniversary
- 2011: Nachtbringer
- 2015: Omen
- 2016: Nemesis

Alba Seelenschmerz, Angel Dust, Demon Kiss, Labyrint a Tränenherz byla vydána v limitované edici, včetně bonusových CD a exkluzivního obalu, samolepek a pohlednic.

### EP alba
- 2005: The Oxidising Angel EP
- 2009: Soultaker EP
- 2010: Promised Land EP
- 2011: Nachtbringer EP

### DVD
- 2005: Live Lines
- 2008: Moments Of Our Lives
- 2011: Tränenherz Tour Live

### Singly
- 2001: Bloody Pleasures
- 2001: Black Roses
- 2002: Vampire Romance
- 2003: Forever
- 2004: Mein Babylon (Stendal Blast & Blutengel)
- 2004: No Eternity
- 2006: My Saviour
- 2007: Lucifer (Purgatory)
- 2007: Lucifer (Blaze)
- 2008: Winter Of My Life
- 2008: Dancing In The Light (Forsaken)
- 2008: Dancing In The Light (Solitary)
- 2010: Reich Mir Die Hand
- 2011: Uber Den Horizont
- 2012: Save our Souls

### Exkluzivní nahrávky vzniklé spoluprací (nikoli zremixované)
- 1998: Awake the Machines Vol. 2 – Love
- 2000: Machineries of Joy – Fairyland (Verze se ženou)
- 2001: Orkus Collection 2 – Hold Me (Just For This Night)
- 2002: Fear Section Vol. 1 – Weg Zu Mir (Shicksals-Verze 2002)
- 2002: Machineries of Joy Vol. 2 – Waiting For You
- 2003: Machineries of Joy Vol. 3 – Falling
- 2005: Forever – Leaving You
- 2006: Machineries of Joy Vol. 4 – Misery